# L'Officiel de la couture et de la mode de Paris
L'Officiel es una revista de moda francesa. Su nombre completo es L'Officiel de la couture et de la mode de Paris . Está orientada a mujeres con elevados ingresos, en el rango de edad entre 25 y 40 años.

## Historia
En 1921, Max Brunhes crea L'Officiel de la couture et de la mode de Paris  para Andrée Castanié, que llevará la dirección general hasta su muerte. A finales de los años veinte, la revista se publica en tres lenguas: francés, inglés y español. Georges Jalou se une a la revista en 1932 como director artístico, después se convierte en director de esta y termina comprando la revista treinta años más tarde. Tras la guerra, el editor era Éditions Veuve E. Max Brunhes.
Desde los años veinte la revista utiliza fotografías para realizar series de moda que presentan las últimas tendencias. A partir de 1933 las fotografías a color hacen su aparición en las páginas de L'Officiel . 
Durante la Segunda Guerra Mundial la revista, que continúa apareciendo con paginación reducida, despierta la ira de los ciudadanos publicando portadas con los colores de la bandera francesa.  Durante ese tiempo, Andrée Castanié esconde aviadores americanos en su casa.
La herencia de L'Officiel  está marcada por la contribución de grandes plumas como Colette y Jean Cocteau, sin olvidar el ilustrador René Gruau que colabora muy regularmente con la revista a partir de 1940. 
El regreso de la alta costura en los años cincuenta constituye una nueva edad de oro para L'Officiel  que por entonces es considerada la revista más influyente de la moda.
En la década de los sesenta, L'Officiel  es una de las primeras revistas que publica las fotos de Patrick Demarchelier. 
En 1986, Georges Jalou traspasa la propiedad de la revista a sus tres hijos: Laurent se convierte en presidente de Éditions Jalou, Marie-José Susskind-Jalou, redactora jefe desde 1980 toma la dirección de la editorial y Maxime la de la publicación. Tras la muerte de Laurent en enero del 2003, su hermana Marie-José pasa a ser presidenta de Éditions Jalou.

## Desarrollo e internacionalización
En los años ochenta, L’Officiel  es la primera revista francesa que ve la luz en China. Hoy en día, la revista y sus extensiones disponen de treinta ediciones extranjeras en veinte países: Argentina,
Alemania, Asia central, Australia, Azerbaiyán, Brasil, Chile, Colombia, China, Corea del Sur, España, la India, Indonesia (2013), Italia, Letonia, el Líbano, Lituania, Marruecos, México, Oriente-Medio, Países Bajos, Polonia, Rusia (hasta 2022), Singapur, Tailandia, Turquía y Ucrania.
Con el tiempo, se añadieron nuevos títulos para completar el patrimonio de L’Officiel : L’Officiel 1000 modèles , L’Officiel Chirurgie et Médecine esthétique  o incluso L’Officiel Voyage.
En 2005, la revista lanza una edición masculina L’Officiel Hommes , trimestral realizado por un estilista y no por un periodista y actualmente dirigido por el artista André Saraiva. 
En marzo de 2012, Éditions Jalou lanza L'Officiel Art , trimestral de arte contemporáneo dirigido por Jérôme Sans. Vincent Darré se une al equipo de L'Officiel en 2013.
En marzo de 2022, producto de la invasión rusa a Ucrania, la edición rusa de la revista L'Officiel deja de circular en Rusia y es reemplazada por una edición local con otro nombre.